# Waterdown
Waterdown is een Duitse posthardcoreband uit Osnabrück. De band is opgericht in 2000. In 2012 is de band uit elkaar gegaan.

## Bandleden
- Michael Janczak - Zang
- Holger Behrens - Gitaar
- Axel Pralat - Gitaar
- hristian Kruse  - Basgitaar
- Philipp Meyer - Drums

### Ex-bandleden
- Claus Wilgenbusch – Gitaar
- Jörg Schwöppe – Drummer
- Marcel Bischoff – Zang
- Ingo Rieser – Zang

## Discografie

### Albums
- Never Kill the Boy on the First Date (2001)
- The Files You Have on Me (2003)
- All Riot (2006)
- Into the Flames (2012)

### Ep's
- Draw a Smiling Face (2000)
- Powersnake (2008)